# Idalus critheis
Idalus critheis är en fjärilsart som beskrevs av Druce 1884. Idalus critheis ingår i släktet Idalus och familjen björnspinnare. Inga underarter finns listade i Catalogue of Life.